# Haren (Herstal)
Haren est un hameau de la commune de Herstal dans la province de Liège en Belgique.
Enclavé entre Vottem et Milmort, Haren est étagé à flanc de coteau entre la terrasse principale et la terrasse supérieure de la grande vallée mosane. 

## Étymologie
L’origine du nom “Haren” est sujet à discussions. En tout cas, cela n’a rien à voir avec du poisson, et l’ajout de “g” au nom du hameau n'a pas de sens. Le linguiste Edgard Renard penchait pour une origine germanique (‘Herent’), signifiant “hêtraie”, tandis qu’O. Jodogne mentionne que l’origine de nom est inconnue, et qu’il existe plusieurs champs en Wallonie portant le nom de “Hèrin” ou “Harin”.

## Histoire
En 1250, l'église paroissiale de Saint-André (place  du Marché à Liège) reçut une donation de près de sept hectares d'un seul tenant à Vottem et à Haren, de la chevaleresse Béatrix de Vottem.
Ce hameau a constitué de toute antiquité un village, gratifié souvent, jusqu’au XVIe siècle du nom de ville, ce mot pris dans le sens général d’agglomération. Anciennement, d’après Collart-Sacré, ce hameau “était un pauvre et misérable endroit où l’on ne rencontrait que trixhes et bruyères, wérixhas et marécages”.
Haren formait au début du XXe siècle un agréable hameau doté de grandes fermes entourées de riches cultures, de plantureuses et arbreuses prairies. Il avait son propre petit hameau, Cubolet, le long du Chemin n° 30 (l'actuelle Rue des Bruyères).

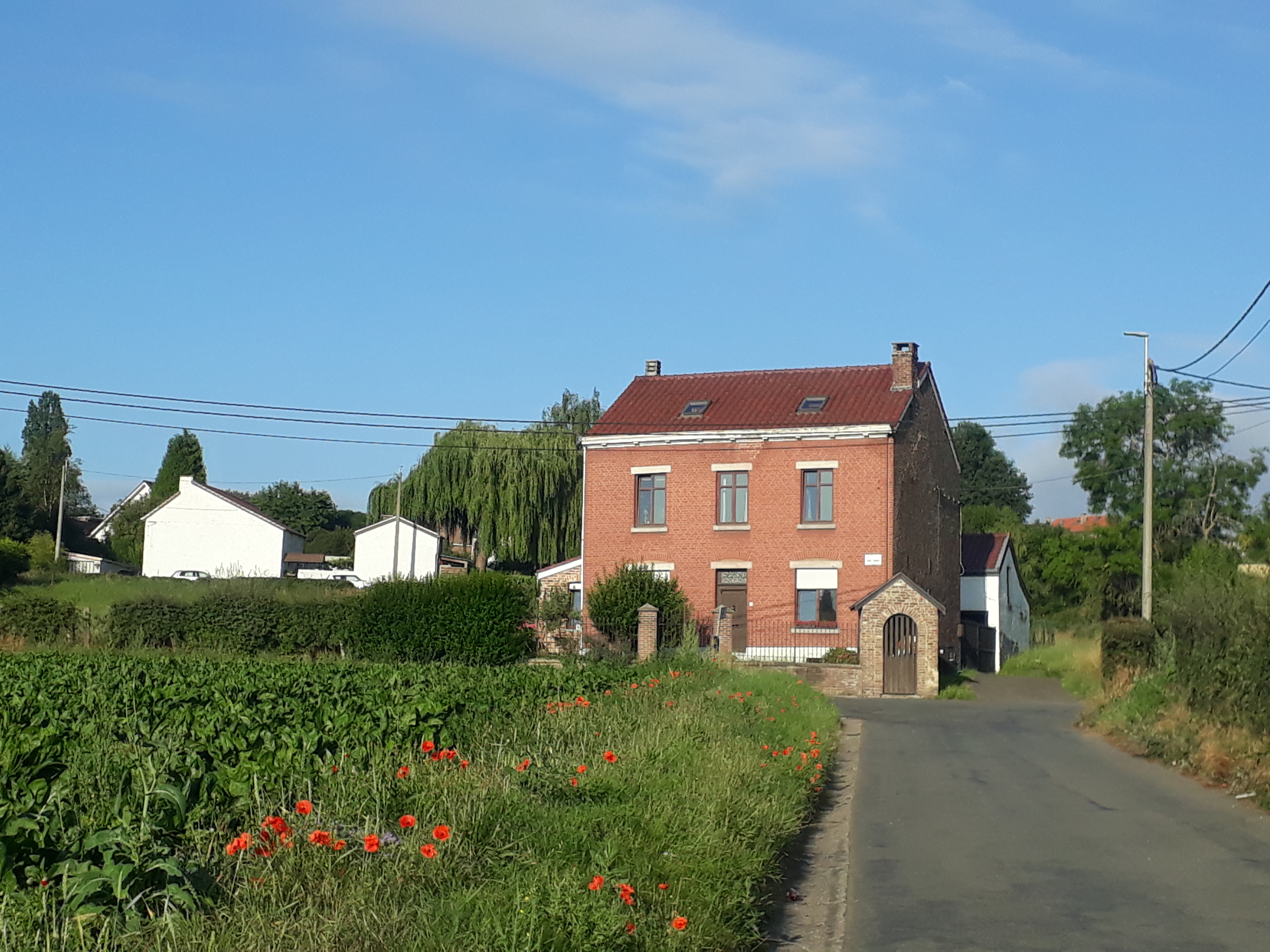
Cubolet, hameau de Haren. Le nom est mentionné sur les cartes jusqu'en 1932 mais est peu utilisé actuellement

Fin du XXe siècle, début XXIe siècle, le hameau est victime d’urbanisation galopante, particulièrement des terres de culture situées en contrebas du hameau, la Plaine de Haren.

## Né à Haren
Lambert Darchis est né dans la Ferme Darchis à Haren, qui existe toujours.

## Eaux
Haren possède plusieurs sources relativement abondantes, drainant la nappe phréatique de Hesbaye,. Une galerie amenait ses eaux vers Herstal, fin du XIXe siècle.
Une source est située dans un chemin creux (Chemin vicinal n° 11) à l'angle de la Rue des Bruyères (Chemin vicinal n° 30), le tout sous un couvert de haies et buissons, d'autres dans la Rue de la Source.

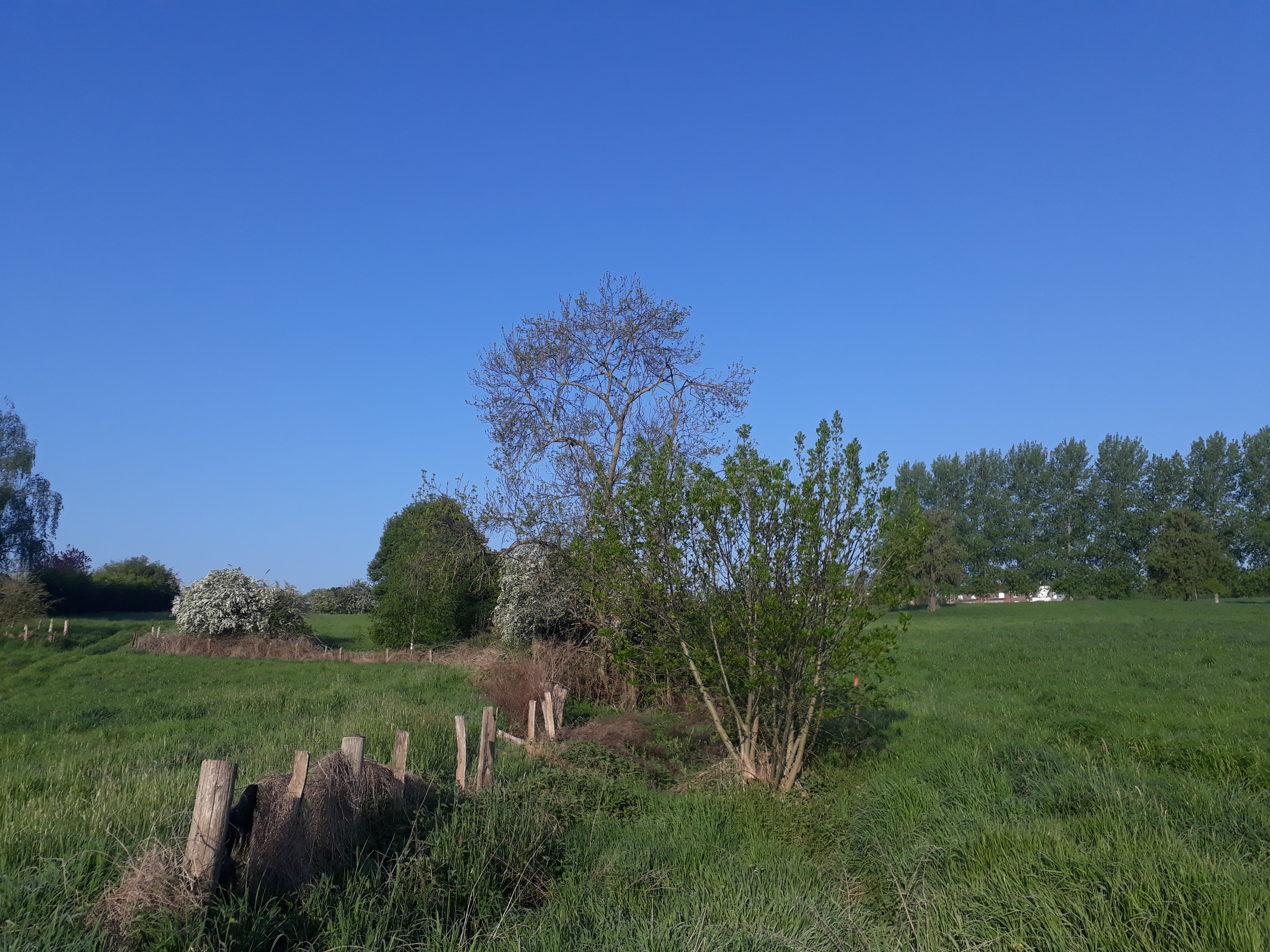
Bocage à Haren

## Situation actuelle
Haren est actuellement un des rares endroits de l’agglomération liégeoise où le bocage de la vallée mosane est encore plus ou moins en état : fermes, maisons de métayers, haies, vergers, prairies, chemins creux et zones humides. Le hameau et ses alentours sont reconnus comme périmètre d’intérêt paysager.

## Communications

### Réseau routier
Depuis l'époque romaine, Haren se trouve près de routes importantes : la Chaussée romaine de Tongres à Herstal, localement nommée Chaussée Brunehault passe à l'ouest du hameau. La carte de Ferraris montre de nombreux chemins convergeant vers Haren au XVIIIe siècle. Depuis 1960, le hameau est traversé par l'autoroute A3 (E40).

### Autobus
- Ligne 71 vers Vottem et Milmort
- Ligne 134 vers Liège et Herstal, ainsi que Vottem et Liers

### Chemins et sentiers

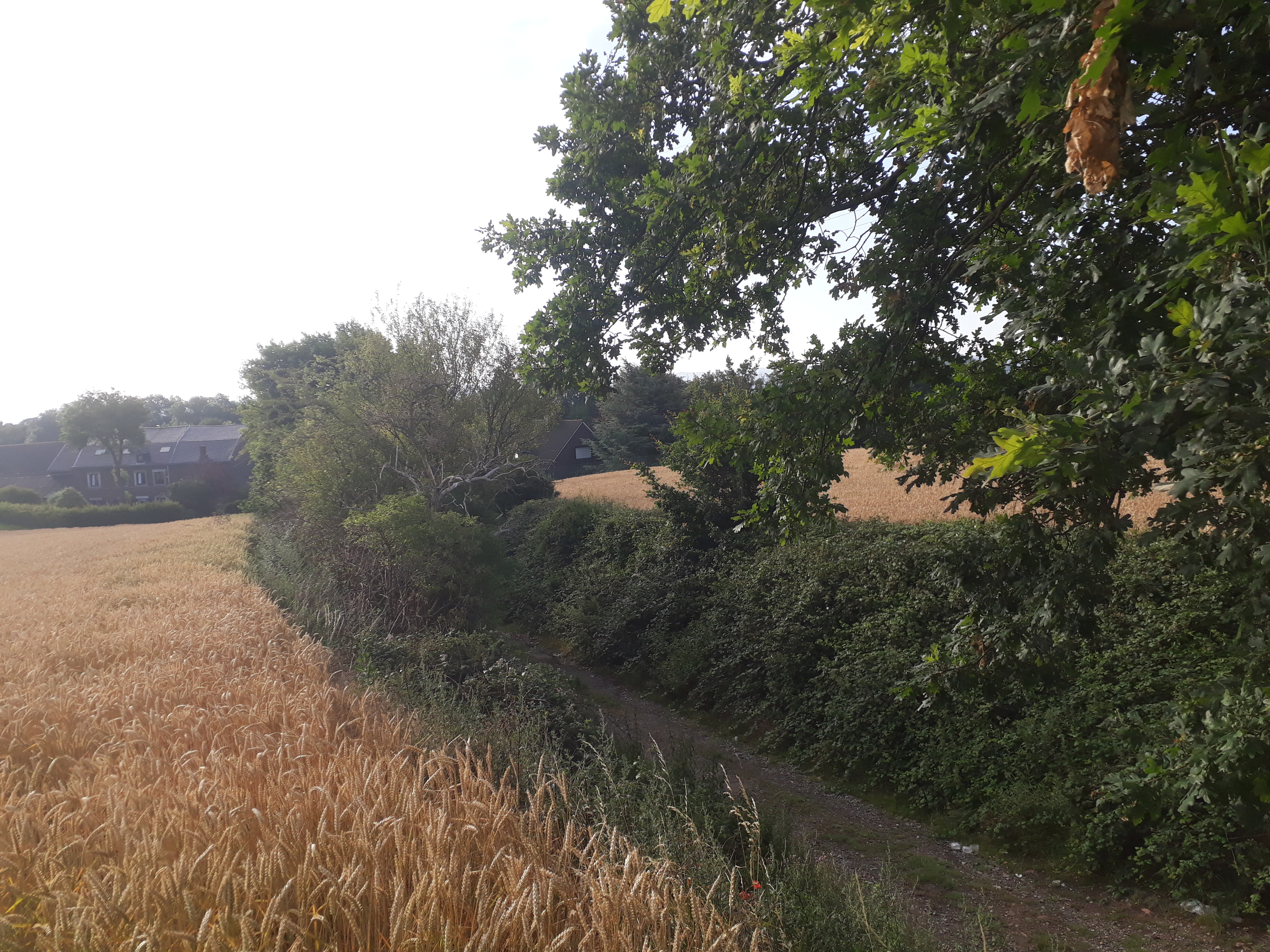
Chemin n° 16 à Haren

Il y a sur le territoire de ce hameau sept chemins et sentiers qui contribuent à son aspect bocager et qui, s'ils étaient entretenus, permettraient de jolies promenades.
- Chemin n° 2
- Chemin n° 11
- Chemin n° 14
- Chemin n° 15
- Chemin n° 16
- Chemin n° 19
- Chemin n° 30